# Panainos
Panainos (altgriechisch Πάναινος, lateinisch Panaenus) war ein antiker griechischer Maler, der um die Mitte des 5. Jahrhunderts v. Chr. wirkte und aus dem – auch familiären – Umkreis des Bildhauers Phidias stammte.

## Leben
Laut Strabon war Panainos ein Vetter des Phidias und arbeitete mit ihm zusammen an der Statue des Zeus in Olympia, einem der Sieben Weltwunder der Antike. Plinius und Pausanias nennen ihn einen Bruder des Phidias. Möglicherweise handelt es sich aber um zwei unterschiedliche Personen gleichen Namens aus der Familie des Phidias. Plinius nennt als Akme des Panainos die 83. Olympiade, also die Jahre 448–445 v. Chr. Da die Zeitspanne des nachweislichen Wirkens des Panainos genannten Malers etwa die Jahre von 465 v. Chr. bis 430 v. Chr. umfasste, also über 30 Jahre währte, vermutet man, dass die frühen Werke mit dem Bruder des Phidias zu verbinden sind, die späteren mit dessen Vetter.

## Werke

### In Athen
Zu den Werken des Panainos zählt das Gemälde von der Schlacht bei Marathon in der Stoa Poikile auf der Agora von Athen, das in Zusammenarbeit vermutlich mit Mikon entstand. Doch wird das Gemälde von Aelian ohne Panainos’ Beteiligung nur Polygnot und Mikon zugewiesen. Die Ausgestaltung der Stoa Poikile, der Bunten Halle, fand wahrscheinlich in der Zeit des Kimon und vor dessen Verbannung im Jahre 462/461 v. Chr. statt. Denn in dem Schlachtengemälde wurde insbesondere die Leistung des Miltiades, Kimons Vater, herausgestellt.
Über Person und Leben des Panainos selbst ist nichts weiter bekannt, seine Werke sind verloren, Reflexe seiner Malerei in der Kunst späterer Zeiten sind nicht zu fassen.

### In Delphi
Im ersten künstlerischen Wettstreit der Maler bei den Pythischen Spielen in Delphi unterlag er dem ansonsten unbekannten Timagoras aus Chalkis, worüber dieser ein Gedicht verfasst habe. Das vorgegebene Thema des Wettstreits ist unbekannt, der Maleragon der Pythien wurde etwa Mitte des 5. Jahrhunderts v. Chr. eingeführt, laut Plinius zur Zeit der Akme des Panainos.

### In Olympia
Bedeutend und über die Rolle eines Gehilfen hinausgehend war anscheinend seine Mitwirkung an der Statue des Olympischen Zeus. Strabon nennt ihn in dem Zusammenhang „Synergolabos“ (συνεργόλαβος), was auf eine Position in Augenhöhe mit Phidias hinweist. Denn als Synergolabos war er Mitauftragnehmer für die ausgeschriebene Zeusstatue. An der Statue war er für die farbliche Gestaltung zuständig, insbesondere des Gewandes. Vor allem bemalte er die Thronschranken, die den Zeus an allen Seiten umgaben und die Besucher auf Abstand zu dem Bildnis hielten.
Die Frontschranke war hierbei monochrom in einem kräftigen Blau gehalten, während die drei übrigen Schranken mit jeweils drei Bildfeldern bemalt waren: Herakles, wie er dabei ist, dem Atlas die Last von den Schultern zu nehmen; Theseus und Peirithoos, wohl in der Unterwelt, Personifikationen der Hellas und der Salamis mit Schiffsschnäbeln in den Händen als Anspielungen auf die Seesiege der Griechen gegen die Perser; der löwenbezwingende Herakles; die Schändung Kassandras durch den lokrischen Aias; Hippodameia und Sterope, Tochter und Ehefrau des Oinomaos; der gefesselte Prometheus und Herakles; Achilleus, der die sterbende Amazone Penthesilea stützt; schließlich und die Geschichte des ersten Bildes wieder aufnehmend: zwei Hesperiden mit zwei Äpfeln, um deren Äpfel rauben zu können, Herakles dem Atlas, Vater der Hesperiden, die Last von den Schultern nahm, damit dieser die Äpfel pflücken könne.
Jede Seite der Thronschranken wies also die Abfolge „Herakles-Mythos“ – „dramatische Liebesgeschichte“ – „mythische Frauengestalten“ auf. Denn auch Theseus und Peirithoos saßen in der Unterwelt, dem Hades, fest, weil sie Persephone entführen wollten. Zahlreiche weitere und bewundernswerte Gemälde des Panainos, deren Inhalt unbekannt ist, wurden im Heiligtum von Olympia aufbewahrt.

### In Elis
Entweder um diese Zeit oder im unmittelbaren Anschluss bemalte er die Innenseite des Schildes, den der Bildhauer Kolotes für seine Gold-Elfenbein-Statue der Athena in Elis geschaffen hatte. Für den Tempel, der diese Statue aufnahm, scheint er ebenfalls die malerische Ausgestaltung übernommen zu haben. Zumindest überliefert Plinius dessen Verfahren der Grundierung für die Malereien des Tempels, die Panainos aus Milch und Safran anrührte und die noch zu Plinius’ Zeit Safrangeruch und -geschmack zeigte, wenn man die Grundierung mit einem feuchten Daumen abrieb.